# Regla mnemotécnica

En física, un ejemplo de regla mnemotécnica es la llamada regla de la mano derecha, que se suele usar para determinar la dirección y el sentido de la fuerza que actúa sobre una partícula con carga positiva en el seno de un campo magnético.

Una regla mnemotécnica (del griego: μνήμης τέχνη [mnēmēs tejnē] ‘técnica de memoria’) es una oración corta y fácil de recordar que ayuda de manera artificiosa a relacionar palabras, con el objetivo de memorizar conceptos con más facilidad.
La mnemotecnia o nemotecnia ―conocida también por los latinismos  «ars memoriae» o  «ars memorativa»― es un conjunto de técnicas de memorización y rememoración basada en la asociación mental de la información a memorizar con datos que ya sean parte de la memoria o de la práctica cotidiana. Esta técnica aprovecha la capacidad natural que tiene el cerebro para recordar imágenes y para prestarle más atención a los sucesos poco comunes o extraordinarios. 
Ahora bien, si se quisiera aprender a memorizar de manera nemotécnica, habríamos de conocer las reglas con las que juega el cerebro. Así como las computadoras solo almacenan información en dígitos binarios, la memoria nemotécnica solo puede almacenar imágenes asociadas de manera extravagante con algo que ya se conoce. Continuando con la analogía, toda la información que se introduce en un ordenador, antes de ser almacenada, es llevada a código binario; posteriormente, al ser necesitada, es decodificada nuevamente, y se muestra en la pantalla. De modo similar, para memorizar algo con métodos nemotécnicos, tenemos que convertir los datos en imágenes para hacer la asociación y, por consiguiente, para guardarlos en partes de la memoria que ya se conocen. Finalmente, cuando se necesite evocar la información, se partirá del lugar donde se dejó la asociación, se recordará la relación hecha, y la imagen que representa el dato requerido se decodificará. De esta manera, se habrá recordado lo que se buscaba.[cita requerida]
El potencial y utilidad de este método reside en que se vale de la forma natural en que funciona la mente, pues siempre se asocia de manera inconsciente la memoria; un recuerdo lleva a otro y ese a otro (este es el mismo concepto detrás de los mapas mentales), solo que con la nemotecnia se hará de manera consciente. La mayor parte del trabajo la realiza el subconsciente; si la asociación se hizo correctamente se puede liberar de la mente consciente; no se necesita repasarla mentalmente (no inmediatamente), pues ya fue memorizada. Además, con el uso de los datos memorizados, pronto no se necesita recordar las asociaciones de las que se valió para memorizar, porque ya serán parte del acervo de conocimientos.[cita requerida]

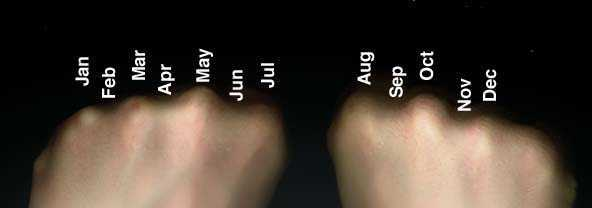
Técnica para recordar los meses con 31 días (nudillos).

## Métodos más comunes

### Casilleros mentales
Tener una lista de palabras perfectamente conocida y organizada en la mente que asociaremos con las palabras que queremos memorizar. Cada palabra que queremos memorizar se asociará con la palabra de nuestro casillero que coincide con esa posición. De esta manera se puede memorizar de forma rápida listados de palabras, que además podremos conocer el orden de lista.

### Conversiones numéricas
No es el ejemplo más práctico, ni de mayor utilidad, sin embargo, esta técnica es utilizada para memorizar números. Se trata de convertir números en consonantes (cada número tiene asociada un grupo de consonantes) y con estas consonantes formar palabras añadiendo libremente vocales. Las palabras, al contrario que pasa con los números, son imaginables (es más fácil recordar una palabra que un número). Hay practicantes de la nemotecnia que prefieren hacer conversiones fijándose en la fonética en vez de las consonantes; de esta manera la letra "C" cuando suena fuerte como en "casa" le corresponde un número diferente que cuando suena como en "cielo".
Aquí van los ejemplos de cada número y su consonante que lo identifica:
1=I,D - 2=N,Ñ - 3=E - 4=C - 5=S  - 6=S,Z - 7=L - 8=B - 9=P,V,B - 0=O
Con la siguiente justificación:
- 1 = I Por similitud gráfica
- 2 = n Porque la “n” tiene dos “patas”
- 3 = E Porque ambas tienen “3 palitos”
- 4 = c Porque la palabra “cuatro” comienza por “c”
- 5 = S Ya que la “S” es como un 5 pero con más curva
- 6 = s Porque la palabra “seis” comienza por “s”
- 7 = L Por similitud gráfica
- 8 = B Ya que ambas tienen dos agujeros
- 9 = b/v Ya que la palabra “nueve” contiene este sonido
- 0 = O Debido a la gran similitud que tienen

Entonces, si queremos memorizar el número 1572 reemplazamos cada número por su letra correspondiente. 1=I, 5=S, 7=L, 2=N. Una vez que ya las  tenemos, les agregamos el resto de letras que nos parezca conveniente y formamos una palabra conocida. En este caso ISLaNdia. Cada vez que necesitemos recordar el número 1572, nos acordaremos de Islandia y el valor de cada letra descifrando así el número.

## Técnicas mixtas para palabras

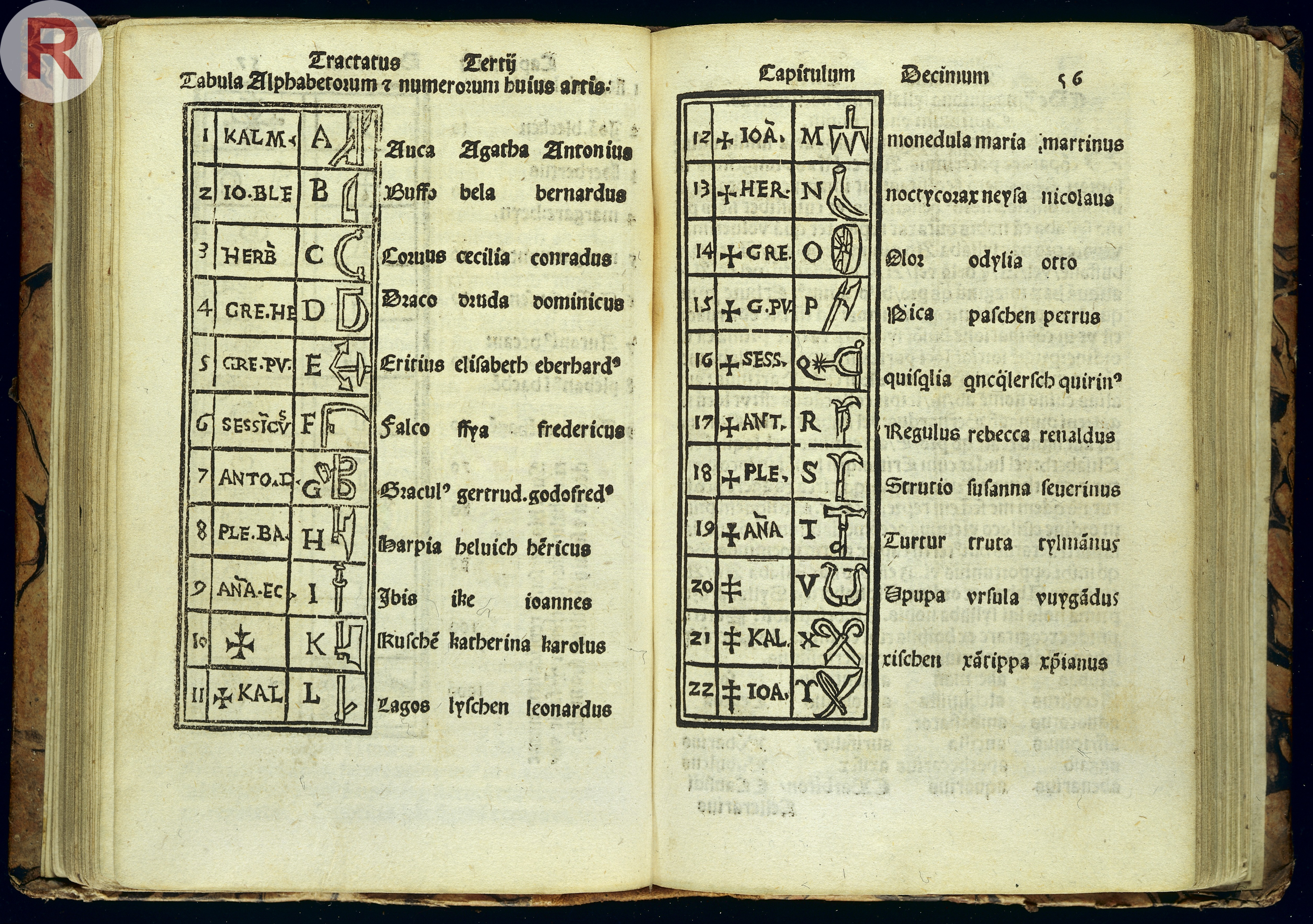
Congestorium artificiose memoriae, de Johann Romberch.

Existen algunas técnicas mixtas utilizadas para memorizar series de palabras inconexas. Estas consisten en tres pasos normalmente:
- Convertir la palabra en una imagen mental. Esta parte es un poco más compleja cuando se trata de cualidades que cuando se trata de objetos concretos.
- Exagerar en tamaño la imagen.
- Crear una historia que enlace las palabras. Esta historia debe ser una historia burda, sin mucha lógica, ya que de esta manera es más fácil de recordar. Por ejemplo, si se deben recordar las palabras «palmera», «maní» y «auto», se puede crear y visualizar la siguiente historia: «La palmera salió a caminar y tropezó con un maní que pasaba corriendo, por lo que cayó sobre el auto».

Independientemente de la técnica que se utilice, es importante la imaginación, ya que es mucho más fácil recordar algo que impresiona y sale de lo común.